# Petrichevich-Horváth Emil
Széplaki báró Petrichevich-Horváth Emil (Dés, 1881. augusztus 24. – Budapest, 1945. január 28.) a politikatudományok doktora, egyetemi tanár, politikus, főispán, államtitkár, az erdélyi Petrichevich-Horváth család tagja.

## Élete
Petrichevich-Horváth Sámuel báró és Bárány Rozália gyermekeként született. Tanulmányait Kolozsváron végezte, majd 1917-ben nevezték ki Nagy-Küküllő vármegye főispánjává, ezzel együttesen 22 vármegye területén a román iskolaügyek kormánybiztosa is lett. 1918-ban, a román megszálláskor fogságba esett, kilenc hónapig volt bezárva. Szabadulása után, 1919-ben belügyi államtitkár lett, ahol a békeelőkészítő irodához osztották be a békedelegáció főtitkáraként. 1920-tól már az Országos Menekültügyi Hivatal igazgatója volt, 1921-ben pedig már népjóléti és munkaügyi államtitkár. 1925-ben a Szegedi Egyetemen a politikatudományok magántanára lett. Szintén ebben az évben a hatvani választókerület nemzetgyűlési képviselőjévé választotta. 1926-ban lemondott államtitkári tisztéről és visszavonult a politikai életből. Szakterületein és a szépirodalom terén több műve is megjelent.

## Főbb művei
- A földtulajdon és a demokrácia (Kolozsvár, 1901)
- A politikai tudomány fejlődése (Budapest, 1910)
- A parlamenti választójog (1912)
- Versek, I. kötet (Kolozsvár, 1901)
- Versek, II. kötet (Budapest, 1920)
- Mikes (Budapest, 1920)

## Családja
1906-ban nősült első ízben, ekkor ónodi Veress Margitot (1880–1964), tőle egyetlen fia ismeretes:
- Miklós Emil (1906–1976) a politikatudományok doktora, miniszteri titkár; felesége: Fischer Margit

1921-ben elvált feleségétől, majd még ugyanebben az évben ismét megnősült, ez alkalommal cselkólehotai Cselkó Margitot (1888–1967) vette nőül, szintén egy fiú született:
- György László (1924–?); neje: dr. Makó Éva